# ذو يزن (اليزنيين)
ذي يزن: هي أسرة عربية مرموقة، كانوا يسكنون وادي عبدان في شبوة في القرن الثالث الميلادي، وخلال القرون الثلاث التالية، لعبت عشيرة ذي يزن دوراً رئيساً في مملكة سبأ. وأشتهر من هذه العشيرة عدداً من الأفراد، أشهرهم: الملك سميفع أشوع (530م - 535م)  ملك سبأ، والملك المشهور في التراث العربي سيف بن ذي يزن. وأجود الرماح عند العرب، "الرماح الآزنية "، أو "الرماح اليزنية"، وهي تنسب إلى تلك القبيلة.
في أواخر القرن الثالث الميلادي، حالفت أسرة ذي يزن ملك ذي ريدان خلال الحرب الحضرمية - السبئية. ولاحقاُ في عهد الملك ذمار علي يهبر الثاني، نجد إشارة النص (Ir 32) إلى تدمير مدينة عبدان - مقر ذي يزن - على يد متمردي قبائل حضرموت، مما يدعم افتراض أن ذي يزن أصبحوا حلفا للريدانيين (حمير) والملك شمر يهرعش قبل أن يضم الأخير مملكة حضرموت. وهذا من شأنه أيضًا أن يفسر الثروة الكبيرة لهذه العشيرة في العقود التالية.
ظهرت ذي يزن كقوة عسكرية خلال عهد الملك ثأران يهنعم، وفي النص (ʿAbadān 1) يصف أفراد من عشيرة ذي يزن حروب غزو مملكة سبأ في جنوب ووسط وشرق شبه الجزيرة العربية، وذلك في سنة 360م. بحلول ذلك الوقت كانت العشيرة جزءًا من الاتحاد الحميري، لذلك عدها النسابة من قبيلة حمير. ومما يتصل بقوة العلاقة ذي يزن مع ملوك سبأ من حمير ما رواه الأخباريون أن الملك ثأران يهنعم زوج ابنه حسان من أسرة ذي يزن، وهم خولة الملك الشهير أبو كرب أسعد.وفي النص (BR-Yanbuq 47) دون اليزنيين ذكرى حملتهم العسكرية لليزنيين ضد الأسعاء، وهي مدينة تقع في منطقة المهرة، وذلك في  في شهر ذو الثابة سنة 625 حـ في التقويم الحميري الموافق أبريل 515م.
خلال الفترة بين عام 523م و530م شاركت ذي يزن إلى جانب الملك ذي نواس في حربه ضد الأحباش والقبائل الثائرة (النقشان المؤرخة: Ry 508 وJa 1028).وفي شهر ذو الحلة سنة 640 حـ في التقويم الحميري الموافق فبراير 530م، دون اليزنيين ذكرى هزيمتهم، وفتح الأحباش لأرض حمير، وقتل ملكها - ذي نواس - وأقياله الحميريين والأرحبيين (CIH 621). ويرى العالم هوغو وينكلر مستندًا إلى هذ النقش أن ذا نواس كان هو البادئ بالحرب، وأن سميفع أشوع وأولاده وأحفاده أصحاب النص كانوا في معية الملك ذي نواس في حملته على الحبشة، غير أنه لم يكتب له التوفيق، وأصيب بهزيمة إذ سقط فهزم جمعه. وعندئذ غزا الحبش أرض اليمن واستولوا عليها. فأسرع السميفع أشوع وبنوه في الذهاب إلى حصن " حصن غراب" للتحصن فيه ولتقوية وسائل دفاعه، ولم تكن قلوب هؤلاء مع ذي نواس، وإنما أكرهوا على الذهاب معه. وبقوا في حصنهم هذا إلى أن دخل الحبش أرض اليمن، فتفاهم السميفع معهم، وفاوضهم.